# Traquiclàdids
Trachycladidae és una família de porífers de la subclasse Heteroscleromorpha. És l'única família de l'ordre monotípic Trachycladida.

## Gèneres
- Rhaphidhistia Carter, 1879
- Trachycladus Carter, 1879